# Börtingsjön
Börtingsjön är en sjö i Storumans kommun i Lappland och ingår i Umeälvens huvudavrinningsområde. Sjön har en area på 0,159 kvadratkilometer och ligger 564,4 meter över havet. Sjön avvattnas av vattendraget Mettjärnbäcken.
Börting är ett dialektalt ord för öring.

## Delavrinningsområde
Börtingsjön ingår i det delavrinningsområde (725273-154410) som SMHI kallar för Mynnar i Mattasjöbäcken. Medelhöjden är 556 meter över havet och ytan är 4,84 kvadratkilometer. Det finns inga avrinningsområden uppströms utan avrinningsområdet är högsta punkten. Mettjärnbäcken som avvattnar avrinningsområdet har biflödesordning 4, vilket innebär att vattnet flödar genom totalt 4 vattendrag innan det når havet efter 299 kilometer. Avrinningsområdet består mestadels av skog (93 procent). Avrinningsområdet har 0,16 kvadratkilometer vattenytor vilket ger det en sjöprocent på 3,3 procent.